# さっさ君
さっさ君は、東京都渋谷区笹塚出身の非公式（アンオフィシャル）マスコットキャラクターである。

## プロフィール
- 名前：さっさ君
- 性別：男
- 出身：笹塚
- 趣味：いつも持っている笹で出来たほうきでのお掃除

## 概要
笹塚近辺の様々なことをツイートしている（Twitter、Facebook、ブログを共に開設）。語尾の「○○さっさ～」が特徴。
2012年8月の笹塚十号通り商店街を中心とした「ササリンピック」に笹塚の有名人予想屋として「さっさ君」が登場。
「さっさ君」は、ロンドンオリンピックの日本メダル獲得数を33個と予想した。結果は38個と外れたが、
笹塚有名人の中では最も正解に近かった。
※ササリンピック...2012年8月のロンドンオリンピックで日本のメダル獲得数を予想しメダル数を当てた人に抽選で
プレゼントを渡す企画。
2013年4月24日時点でフォロワーが4,000人を超え、「ありがとさっさ～」と感謝のツイートをフォロワーに送っている。